# 松方別邸
松方別邸（まつかたべってい）は、栃木県那須塩原市千本松にある、松方正義の別邸。1階は石造、2階は木造で、和洋折衷の建築物である。建築当初は松茂山荘（まつもさんそう）と呼ばれ、後の出来事から万歳閣（萬歳閣、ばんざいかく）の異名を持つ。日本遺産「明治貴族が描いた未来〜那須野が原開拓浪漫譚〜」を構成する文化財の1つである。

## 歴史
殖産興業を推し進めた松方正義は、那須野が原を開拓していた那須開墾社が解散することになったため、1893年（明治26年）に1,650 ha の土地を取得し、西洋式の大規模農法による農場経営を開始した。松方の土地にはアカマツが多く自生していたため、この農場は千本松牧場と命名された。この時、那須開墾社の植林事務所だった和風建築を別邸兼農場事務所に充当したとされる。この別邸は、後に本格的な別邸が建てられたことから、「旧松方別邸」という呼び名があるが、松方本人に別邸という意識はあまりなかったようである。
1903年（明治36年）、松方は農場経営の拠点として和洋折衷の本格的な別邸を建設し、松茂山荘（まつもさんそう）と呼ばれるようになった。山荘には日本館を併設していた。なお、設計者は不詳である。
翌1904年（明治37年）、塩原御用邸に滞在中だった皇太子（後の大正天皇）が別邸を訪れた。この時、日露戦争の激戦地であった遼陽が陥落したとの一報が届き、一同が万歳をしたことから、万歳閣（萬歳閣）と呼ばれるようになった。
明治から大正にかけては、別邸前の庭でヒツジを放牧していた。
1927年（昭和2年）、華族銀行とも呼ばれた十五銀行が昭和金融恐慌に直面して破綻。頭取経験者であった松方巌も責任を取るとして、銀行精算のために財産の大半を供出。松方別邸も松方家の手から離れることとなった。
別邸に併設していた日本館は次第に縮小され、1979年（昭和54年）にクラブハウスに建て替えられた。
2018年（平成30年）5月24日、「明治貴族が描いた未来〜那須野が原開拓浪漫譚〜」が日本遺産に認定され、松方別邸がその構成文化財の1つとなった。

## 建築
日本遺産の構成文化財の1つであるが、国・県・市の指定文化財とはなっていない。松方家が管理しており、普段は内部を見学することはできない。過去に栃木県と那須野が原博物館の主催で、松方の子孫が別邸内外を案内する見学会が開かれたことがある。
見学デッキから外観を眺めることができる。建物の1階は石造、2階は木造という構造で、より詳細には、1階は煉瓦蔵石張り、2階は木造板張りである。床面積は、1階が228.42 m2、2階が105.78 m2 である。屋根は寄棟造の桟瓦葺である。
建物の南側には2層のベランダ（サンルーム）があり、トウ（籐）でできた椅子が置かれている。ベランダにあるガラス窓は、建築当初にはなかったものである。
西側にある玄関は、瓦葺きで鉄骨製のポーチが突出している。1階正面部分は大谷石の装飾が施されている。1階の内部は純洋室で、玄関から入って廊下の右側に応接間と居間、左側に書斎、正面に食堂がある。食堂はレッドカーペットが敷かれた、重厚で優美な内装である。それぞれの部屋には、往時の調度品が残されている。
2階は暖炉を設けながらも座敷（畳敷き）になっているという、和洋折衷の部屋が連なる。1階から階段を上がった正面の部屋が「ライシャワーの間」で、反時計回りに次の間、奥の間、天の間、朝日の間が続く。ライシャワーの間は、駐日アメリカ合衆国大使を務めたエドウィン・O・ライシャワーが愛した部屋で、他の部屋の暖炉が木製で壁際にあるのに対し、この部屋のみ大理石製で部屋の角を三角形に切り取って設置している。天の間は、大正天皇と昭和天皇が皇太子だった頃に宿泊した部屋で、床の間がある。
2階の上には屋根裏部屋があり、屋根が和小屋の工法で造られているのを見ることができる。梁は松材を利用している。

## 交通
松方別邸は千本松牧場の敷地内にある。牧場はおよそ800 ha あり、最寄りの千本松バス停から松方別邸まで徒歩で15 - 20分ほどかかる。